# Gyretes patruelis
Gyretes patruelis is een keversoort uit de familie van schrijvertjes (Gyrinidae). De wetenschappelijke naam van de soort is voor het eerst geldig gepubliceerd in 1956 door Ochs.